# Ceromasiopsis brasiliensis
Ceromasiopsis brasiliensis är en tvåvingeart som beskrevs av Townsend 1927. Ceromasiopsis brasiliensis ingår i släktet Ceromasiopsis och familjen parasitflugor. Inga underarter finns listade i Catalogue of Life.